# Владимирово (област Хасково)
Вижте пояснителната страница за други значения на Владимирово.
Владимирово е село в Южна България. То се намира в община Тополовград, област Хасково.